# Залеське (Сейненський повіт)
Залеське (пол. Zaleskie) — село в Польщі, у гміні Сейни Сейненського повіту Підляського воєводства.
Населення — 200 осіб (2011).
У 1975-1998 роках село належало до Сувальського воєводства.

## Демографія
Демографічна структура станом на 31 березня 2011 року:
|          | Загалом | Допрацездатний вік | Працездатний вік | Постпрацездатний вік |
| -------- | ------- | ------------------ | ---------------- | -------------------- |
| Чоловіки | 97      | 24                 | 61               | 12                   |
| Жінки    | 103     | 23                 | 64               | 16                   |
| Разом    | 200     | 47                 | 125              | 28                   |